# آرزو (نگارگر)
آرزو نقاشی ایرانی در سده ۱۲ ه.ق بود که طبق کتاب «احوال و آثار نقاشان قدیم» مهارت زیادی در ترسیم منظره و چهره داشت.
از آثار آرزو قلمدانی بر جا مانده است که یک روی آن تصویر مسیح پیامبر مسیحی و روی دیگرش گروهی در حال نیایش خداوند نقاشی شده است.